# أرون (اسم)

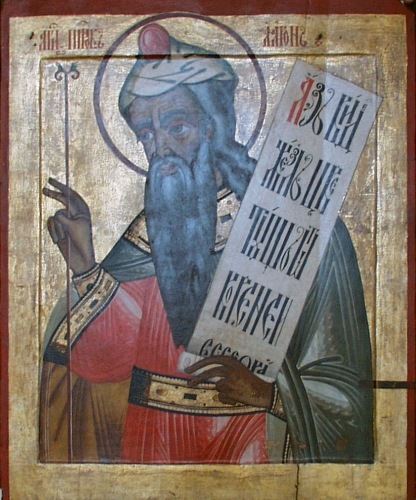

أرون هو اسم إنجليزي من اصل عبري يعطى للذكور. صيغته الإنجليزية مشتقة من الاسم العبري «أهارون» (אהרן) والتي أصلها من اللغة المصرية القديمة من «أها راو» والتي تعني «الأسد المحارب»، 
| P6 | E23 |

أو من آرو، الجنة المصرية المحكومة بواسطة أوزوريس
| M17 | G1 | D21 | G43 | M2 | M2 | M2 |

وحسب عدة نظريات، الاسم قد يكون مشتق من عدة جذور عبرية والتي تعني «الجبل العالي»، «جبل القوة»، «مبجل»، «مثقف»، أو «حامل الشهداء».
هارون هو أخ موسى المذكور في سفر الخروج العبري والمسيحي، القرآن و كتاب الإيقان